# 에티오피아좁은머리쥐
에티오피아좁은머리쥐(Stenocephalemys albocaudata)는 쥐과에 속하는 설치류의 일종이다. 에티오피아에서만 발견된다. 자연 서식지는 아열대 또는 열대 기후 지역의 고지대 관목 지대와 고지대 초원이다.